# Tipula (Platytipula) insulicola fuscicauda
Tipula (Platytipula) insulicola fuscicauda is een ondersoort van de tweevleugelige Tipula (Platytipula) insulicola uit de familie langpootmuggen (Tipulidae). De ondersoort komt voor in het Palearctisch gebied.